# Єламан (Талгарський район)
Єлама́н (каз. Еламан) — село у складі Талгарського району Алматинської області Казахстану. Входить до складу Кайнарського сільського округу.
Населення — 796 осіб (2021; 596 у 2009, 360 у 1999, 265 у 1989).